# Gonk
Les Gonks sont des jouets et objets de collection fantaisistes originaires du Royaume-Uni dans les années 1960.
Créés par l'inventeur anglais Robert Benson, ces jouets ont gagné en popularité et ont été possédés par des célébrités telles que Ringo Starr et Peter Sellers. Les caractéristiques distinctives des Gonks comprennent un petit corps sphérique, une texture pelucheuse et deux yeux mobiles. Certains Gonks étaient habillés dans des tenues de rockeurs de Merseybeat et étaient commercialisés comme des objets de collection. Ils étaient populaires auprès des enfants, et leur succès était attribué à leur capacité d'être fabriqués à partir de presque n'importe quel matériau et de n'importe quelle taille. L'apparence de certains de ces jouets a été comparée au mouvement Op art.

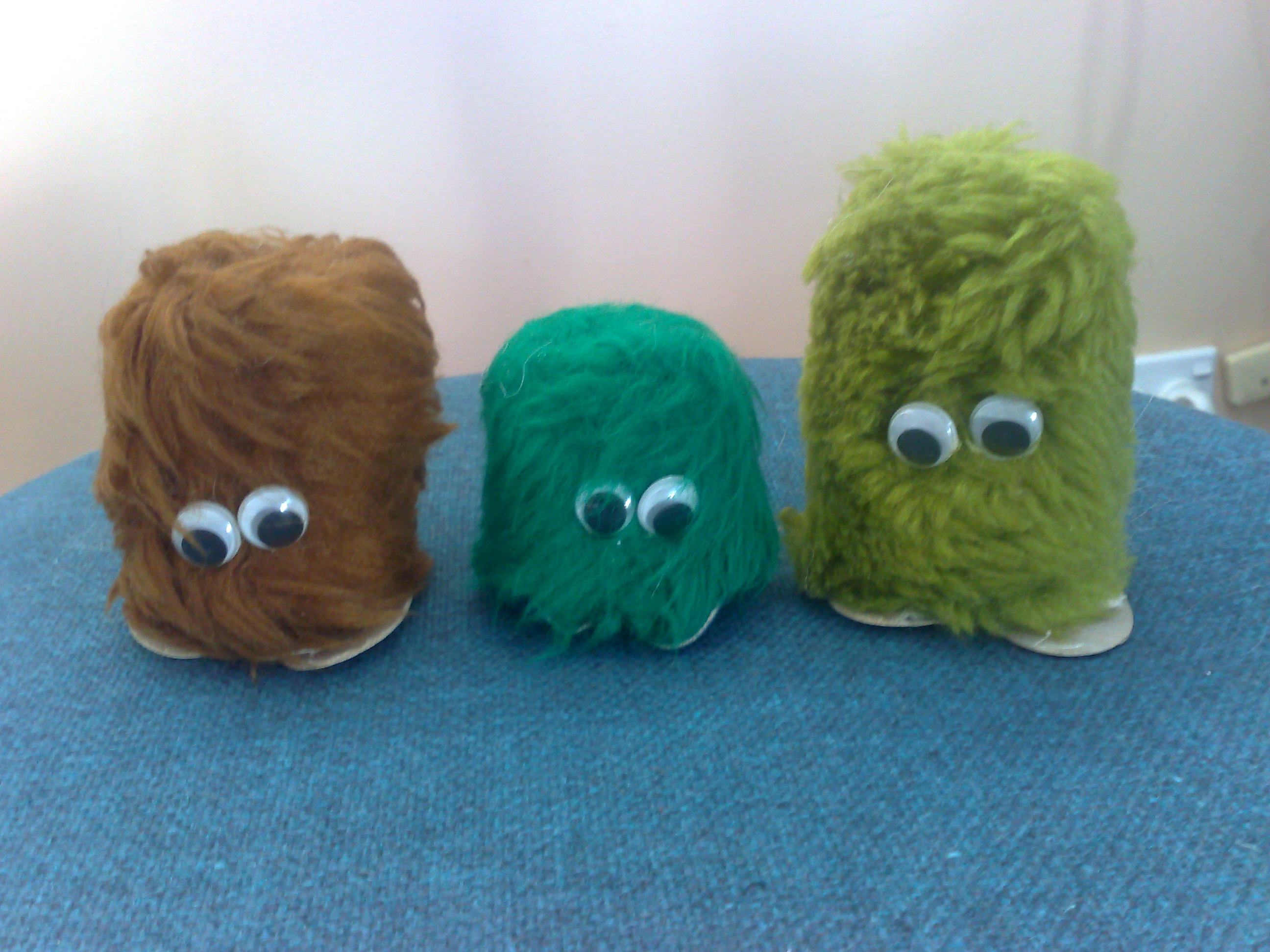
Gonks issus d'un événement de foire australienne de la fin des années 1970.

Des Gonks redessinés (cylindres au lieu de sphères) ont été introduits en Australie par Tony Bell dans les années 1970. Ils étaient vendus dans des jeux d'adresse et des foires à travers la Nouvelle-Galles du Sud et le Queensland.

## Histoire
Le Londonien Robert Benson a inventé les jouets originaux qui ont connu la popularité au Royaume-Uni dans les années 1960,. La vente de ces jouets s'est étendue à des pays tels que le Canada et les États-Unis, où la société Gund a commencé à vendre des Gonks à grande échelle, y compris des versions gonflables en vinyle,.
Les Gonks sont présentés dans le générique de début de Gonks Go Beat, un film de science-fiction de 1965 réalisé par le réalisateur de films d'exploitation Robert Hartford-Davis. Le film présente une histoire d'amour à la Roméo et Juliette avec des apparitions de célébrités telles que Ginger Baker et Lulu.